# NGC 6320
NGC 6320 is een spiraalvormig sterrenstelsel in het sterrenbeeld Hercules. Het hemelobject werd op 27 juli 1872 ontdekt door de Franse astronoom Édouard Jean-Marie Stephan.

## Synoniemen
- UGC 10761
- MCG 7-35-44
- ZWG 225.67
- PGC 59852